# Cutler (Illinois)
Cutler – wieś w Stanach Zjednoczonych, w stanie Illinois, w hrabstwie Perry.